# Conamblys punctatissimus
Conamblys punctatissimus är en skalbaggsart som beskrevs av Schmidt 1922. Conamblys punctatissimus ingår i släktet Conamblys och familjen långhorningar.
Artens utbredningsområde är:
- Gabon.
- Togo.

Inga underarter finns listade i Catalogue of Life.